# اجازه نده وارد ذهنت بشه
اجازه نده وارد ذهنت بشه (انگلیسی: Don't Let It Go to Your Head) آهنگی از جین کارن خواننده آمریکایی است. برند نوبیان آن را به عنوان دومین تک آهنگ از آلبوم بنیاد خود منتشر کرد. این نسخه در رتبه سوم جدول تک‌آهنگ‌های رپ، شماره ۲۴ در چارت تک‌آهنگ‌ها و آهنگ‌های هات آر اند بی/هیپ‌هاپ قرار گرفت و به ۱۰۰ آهنگ داغ بیلبورد رسید و در رتبه ۵۴ قرار گرفت.